# Alfred Pfaff
Alfred Pfaff, né le 16 juillet 1926 à Francfort-sur-le-Main et mort le 27 décembre 2008 à Erlenbach am Main, était un footballeur allemand, il a joué en tant que milieu de terrain pour Eintracht Francfort et pour l'Allemagne.

## Biographie
Alfred Pfaff fut international allemand à 7 reprises (1953-1956) pour 2 buts. Son premier match fut joué le 19 août 1953, contre la Norvège (1-1).
Il participe à la Coupe du monde de football 1954, en Suisse. Il participe qu'à un seul match, contre la Hongrie, qu'il perd sur le score de 8 buts à 3, malgré un but inscrit à la 25e minute.
Son dernier match international fut joué le 21 novembre 1956, contre la Suisse, qui se solda par une défaite sur le score de 3 buts à 1.
Avec l'Eintracht Francfort, il fut champion d'Allemagne en 1959 et fut finaliste en 1960 de la Coupe des clubs champions, battu en finale par le Real Madrid (7-3).

## Buts en sélection
Sur les 7 sélections avec l'Allemagne de 1953 à 1956, il inscrit deux buts, un en Coupe du monde et un en match amical.
- 20 juin 1954 : à Bâle, contre la Hongrie (3-8). Buteur à la 25e minute.
- 19 décembre 1954 : à Lisbonne, contre le Portugal (3-0). Buteur à la 55e minute.

## Clubs
- SC Wirges
- 1. FC Hochstadt
- 1947-1949 : Rödelheimer FC
- 1949-1961 : Eintracht Francfort

## Palmarès
- Coupe du monde de football
  - Vainqueur en 1954
- Championnat d'Allemagne de football
  - Champion en 1959
- Coupe d'Europe des clubs champions
  - Finaliste en 1960